# HVC in het seizoen 1968/69
Het seizoen 1968/1969 was het 15e jaar in het bestaan van de Amersfoortse betaaldvoetbalclub HVC. De club kwam uit in de Nederlandse Eerste divisie en eindigde daarin op de 13e plaats. Tevens deed de club mee aan het toernooi om de KNVB Beker, hierin werd in de eerste ronde verloren van DWS (0–0).

## Wedstrijdstatistieken

### Eerste divisie
|       | Blauw-Wit | FC Den Bosch '67 | SC Cambuur | D.F.C. | Eindhoven | Elinkwijk | Haarlem | Helmond Sport | Heracles | RBC   | RCH   | SVV   | Veendam | Vitesse | De Volewijckers | Wageningen | Willem II |
| ----- | --------- | ---------------- | ---------- | ------ | --------- | --------- | ------- | ------------- | -------- | ----- | ----- | ----- | ------- | ------- | --------------- | ---------- | --------- |
| Thuis | 3 – 1     | 1 – 0            | 0 – 0      | 0 – 0  | 1 – 1     | 1 – 0     | 0 – 1   | 1 – 1         | 1 – 1    | 3 – 0 | 2 – 0 | 1 – 1 | 4 – 2   | 0 – 0   | 1 – 1           | 0 – 1      | 1 – 0     |
| Uit   | 1 – 1     | 3 – 2            | 1 – 0      | 1 – 0  | 2 – 2     | 3 – 1     | 2 – 0   | 1 – 0         | 3 – 0    | 0 – 1 | 1 – 0 | 5 – 1 | 0 – 0   | 2 – 1   | 0 – 1           | 1 – 2      | 3 – 2     |

### KNVB beker
| 1e ronde                                       | HVC | 0 – 0 Na strafschoppen | DWS |
| 15 september 1968 Plaats: Amersfoort Birkhoven |     |                        |     |

## Statistieken HVC 1968/1969

### Eindstand HVC in de Nederlandse Eerste divisie 1968 / 1969
| Stand | Gespeeld | Gewonnen | Gelijk | Verloren | Punten | Doelpunten voor | Doelpunten tegen |
| ----- | -------- | -------- | ------ | -------- | ------ | --------------- | ---------------- |
| 13e   | 34       | 10       | 11     | 13       | 31     | 34              | 40               |

### Topscorers
| #      | Naam              | Goal |
| ------ | ----------------- | ---- |
| 1.     | Mosje Temming     | 8    |
| 2.     | Evert van Ginkel  | 4    |
| 2.     | Co Lissenberg     | 4    |
| 2.     | Leen van der Lugt | 4    |
| 2.     | Ruud Maas         | 4    |
| 6.     | Herman Veenendaal | 3    |
| 7.     | Gerard Paschedag  | 2    |
| 7.     | Peter Wiskie      | 2    |
| 9.     | Ben Aarts         | 1    |
| 9.     | Henk van Dijk     | 1    |
| 9.     | Dick Hollander    | 1    |
| Totaal | Totaal            | 34   |

| #      | Naam        | Goal |
| ------ | ----------- | ---- |
| –      | Geen speler | 0    |
| Totaal | Totaal      | 0    |